# Turnstile
Turnstile è un gruppo musicale statunitense formatosi nel 2010. È attualmente costituito dai musicisti Daniel Fang, Brendan Yates, "Freaky" Franz Lyons e Pat McCrory.

## Storia del gruppo
Originatasi a Baltimora, la formazione ha intrapreso la prima tournée Nonstop Feeling Tour nel 2015 a supporto del primo album in studio Nonstop Feeling.
Il secondo disco Time & Space, pubblicato il 23 febbraio 2018 per mezzo della Roadrunner, è riusciuto ad entrare nella Deutsche Albumchart. L'album successivo, intitolato Glow On, è stato più fortunato commercialmente, dopo essersi posto in top ten in Germania e al 30º posto negli Stati Uniti d'America, oltre a debuttare nelle classifiche di altre tre nazioni.

## Formazione
Attuale
- Daniel Fang – batteria, percussioni, MPC, programmazione (2010-presente)
- Brendan Yates – voce, percussioni (2010-presente)
- "Freaky" Franz Lyons – basso, percussioni, voce, cori (2010-presente)
- Pat McCrory – chitarra solista (2023-presente), chitarra ritmica (2010-2022)
- Meg Mills – chitarra ritmica (2023-presente)

Ex componenti
- Brady Ebert – chitarra solista, cori (2010-2022)
- Sean "Coo" Cullen – chitarra elettrica (2010-2015)

## Discografia

### Album in studio
- 2015 – Nonstop Feeling
- 2018 – Time & Space
- 2021 – Glow On
- 2025 – Never Enough

### EP
- 2011 – Pressure to Succeed
- 2013 – Step 2 Rhythm
- 2016 – Move Thru Me
- 2020 – Share a View
- 2021 – Turnstile Love Connection
- 2023 – New Heart Designs (con i BadBadNotGood)

### Singoli
- 2017 – Real Thing
- 2017 – Generator
- 2018 – Moon
- 2018 – I Don't Wanna Be Blind
- 2021 – Mystery
- 2021 – Alien Love Call (feat. Blood Orange)
- 2021 – Blackout
- 2021 – Fly Again
- 2022 – New Heart Design
- 2022 – Holiday